# Urnes stavkirke
Kościół klepkowy w Urnes (bokmål Urnes stavkirke, nynorsk Urnes stavkyrkje) – najstarszy zachowany kościół klepkowy (słupowy) Norwegii. Znajduje się w miejscowości Ornes położonej na brzegu Lusterfjorden, w gminie Luster, w okręgu Sogn og Fjordane.

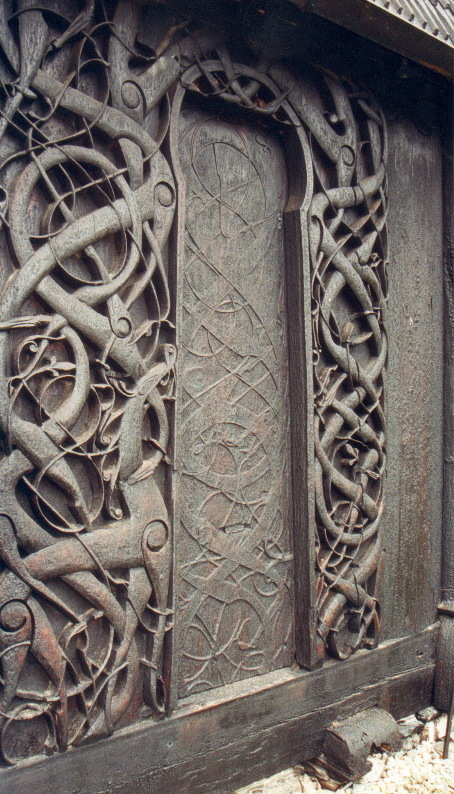
Portal północny

Kościół powstał około 1130 roku. Część jego konstrukcji stanowią belki, które są pozostałością po wcześniejszym XI-wiecznym kościele, którego istnienie potwierdziły badania archeologiczne przeprowadzone w latach 50. XX wieku. Dwa metalowe, emaliowane świeczniki na ołtarzu pochodzą z XII wieku. Wykonano je w Limoges we Francji. Całą świątynię zdobią inskrypcje runiczne oraz motywy biblijne i roślinne. Na uwagę zasługuje portal północny, którego snycerska dekoracja symbolizuje mierzenie się dobra ze złem, pokazane pod postacią walki węży z innymi zwierzętami. Te mistrzowsko wykonane zooformiczne ornamenty sprawiły, że dekorację tego typu zaczęto określać mianem stylu Urnes. Od czasu reformacji świątynia należy do Kościoła Norweskiego.
W 1979 roku cały obiekt został zapisany na listę światowego dziedzictwa UNESCO.